# Nothonotus
Il genere Nothonotus comprende 4 specie di piccoli pesci d'acqua dolce appartenenti alla famiglia Percidae.

## Distribuzione e habitat
Questi pesci sono diffusi in America del Nord, in diversi ambienti fluviali e lacustri.

## Descrizione
I pesci del genere Nothonotus presentano un corpo allungato ma robusto, compresso ai fianchi, con testa triangolare e occhi grandi. Vi sono due pinne dorsali, la prima è bassa e retta da raggi grossi, la seconda è alta, opposta e simmetrica alla pinna anale. Le pinne ventrali e pettorali sono ampie. La pinna caudale è a delta. La livrea è differente per ogni specie, alcune delle quali sono estremamente colorate.

## Conservazione
Alcune specie sono iscritte alla IUCN Red List a causa della distruzione dei loro habitat naturali.

## Specie
Il genere Nothonotus comprende 4 specie
- Nothonotus aquali
- Nothonotus microlepidus
- Nothonotus sanguifluus
- Nothonotus starnesi